# Heron Lake
Heron Lake é uma cidade localizada no estado americano de Minnesota, no Condado de Jackson.

## Demografia
Segundo o censo americano de 2000, a sua população era de 768 habitantes.
Em 2006, foi estimada uma população de 760, um decréscimo de 8 (-1.0%).

## Geografia
De acordo com o United States Census Bureau tem uma área de
2,7 km², dos quais 2,7 km² cobertos por terra e 0,0 km² cobertos por água. Heron Lake localiza-se a aproximadamente 433 m acima do nível do mar.

## Localidades na vizinhança
O diagrama seguinte representa as localidades num raio de 16 km ao redor de Heron Lake.